# Kani basami

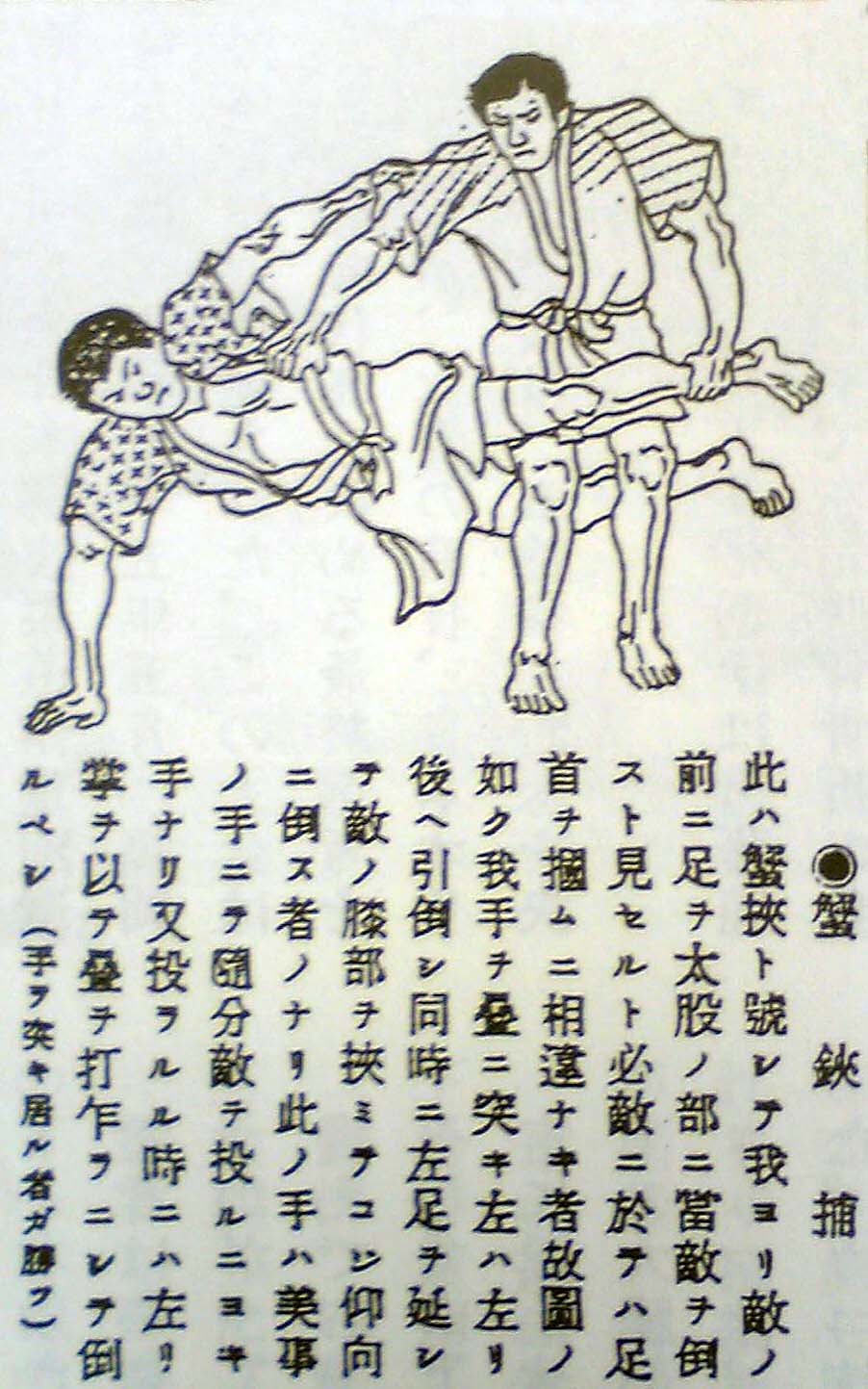
Kani basami.

Kani basami (蟹挟 Kanibasami?) es una técnica originaria del jujutsu cuya ejecución contempla al usuario usando las piernas a modo de tijeras para derribar al oponente. Es considerada en judo una de las cuatro técnicas prohibidas o Kinshi-waza. También es usado en algunas ramas de karate, especialmente en la escuela Shotokan, donde fue popularizado por Yahara Mikio. Así mismo, es la base para un movimiento de capoeira llamado tesoura.

## Ejecución
El usuario (tori), situado de lado al oponente (uke), le agarra del hombro para en un solo impulso situar la pierna más cercana al oponente ante sus piernas la otra detrás de ellas. En un movimiento fluido, el usuario realiza un movimiento de rotación sobre sí mismo en el aire (normalmente apoyándose con una mano en el piso) que culmina quitando las piernas del oponente debajo de él y lanzándolo de espaldas al suelo.

## Riesgos
Es una técnica con una peligrosidad importante, ya que, además del impacto que se puede generar sobre la nuca del oponente al ser proyectado al piso con toda la fuerza de la técnica, una mala colocación de piernas del rival puede finalizar con éstas siendo forzadas a doblarse en direcciones impropias y por tanto pudiendo fracturarse huesos y ligamentos por completo. Esta clase de lesión fue la que sufrió Yasuhiro Yamashita, cuya tibia y peroné se quebraron en una lucha con Sumio Endo al recibir un kani basami y capearlo de forma incorrecta.
Aunque en menor medida, la técnica también es peligrosa para el mismo usuario si no es cuidadoso. El luchador profesional Yoshihisa Yamamoto se dislocaría un codo al apoyarse con demasiado ímpetu sobre su brazo extendido para realizar el kani basami contra Masayuki Naruse.